# Västergötlands runinskrifter 41
Västergötlands runinskrifter 41, med signum Vg 41, är en vikingatida runristning på en gravhäll på Råda kyrkogård vid Råda kyrka i Råda socken och Lidköpings kommun. Gravhällen består av två fragment av sandsten. Vg 41 är 0,93 meter högt, 0,57 meter brett och 8 centimeter tjockt. Runhöjden är 10 centimeter. Innanför runraden finns ornament av senare ursprung. Möjligen har Vg 41 utgjort en del av en så kallad eskilstunakista.

## Inskriften
Translitterering av runraden:
þura × let × kira × itir × t...
Normalisering till runsvenska:
Þora let gæra æftiʀ ...
Översättning till nusvenska:
Tora lät göra (denna gravvård) efter ...